# Манн, Шелли
Шелли Изабел Манн (англ. Shelley Isabel Mann; 15 октября 1937, Нью-Йорк, Нью-Йорк — 24 марта 2005, Алегзандрия, Виргиния) — американская пловчиха, специалистка по плаванию баттерфляем и вольным стилем. Выступала за национальную сборную США по плаванию в середине 1950-х годов, чемпионка и серебряная призёрка летних Олимпийских игр в Мельбурне, обладательница бронзовой медали Панамериканских игр в Мехико, рекордсменка мира, многократная победительница первенств национального значения. Член Зала славы мирового плавания (1966).

## Биография
Шелли Манн родилась 15 октября 1937 года в Нью-Йорке, США. Происходит из семьи Гамильтона и Изабел Манн. Её отец служил в Военно-морских силах в ходе Второй мировой войны.
В возрасте шести лет во время жизни Кембридже, Массачусетс, заболела полиомиелитом, из-за чего ей пришлось провести несколько недель в больнице, и болезнь привела к параличу её правой ноги. Шелли ходила с заметным прихрамыванием и для реабилитации занялась плаванием — в бассейне хромота не имела такого значения, спортсменка сразу же начала показывать хорошие результаты, стала брать уроки у опытных профессиональных тренеров.
Проходила подготовку в Национальном военно-медицинском центре имени Уолтера Рида, состояла в местном плавательном клубе Walter Reed Swim Club, где была подопечной тренера Джима Кэмпбелла. Вынуждена был приходить на тренировки к шести часам утра, поскольку в дневное время бассейн центра занимали пациенты. Позже училась в Американском университете в Вашингтоне.
В возрасте 14 лет Манн впервые выиграла американское национальное первенство по плаванию.
Первого серьёзного успеха на взрослом международном уровне добилась в сезоне 1955 года, когда вошла в основной состав американской национальной сборной и побывала на Панамериканских играх в Мехико, откуда привезла награду бронзового достоинства, выигранную в плавании на 100 метров баттерфляем.
Благодаря череде удачных выступлений удостоилась права защищать честь страны на летних Олимпийских играх 1956 года в Мельбурне. В плавании на 100 метров баттерфляем обошла в финале всех соперниц и завоевала золотую олимпийскую медаль. В программе эстафеты 4 × 100 метров вольным стилем вместе со своими соотечественницами стала серебряной призёркой, уступив в решающем заплыве команде из Австралии. Стартовала и в индивидуальном плавании на 100 метров вольным стилем, но здесь попасть в число призёров не смогла — показала в финале шестой результат.
В течение своей спортивной карьеры Манн в общей сложности 24 раза выигрывала чемпионат США в различных плавательных дисциплинах. Устанавливала мировые рекорды в плавании на 100 и 200 метров баттерфляем, а также в индивидуальном комплексном плавании на 400 метров.
За выдающиеся спортивные достижения в 1966 году была включена в Зал славы мирового плавания как «Почётная пловчиха».
Умерла 24 марта 2005 года в Алегзандрии, Виргиния, в возрасте 67 лет.